# Guenuha’an (Ortsteil)
Guenuha’an (Genuhaan) ist ein Ortsteil der osttimoresischen Stadt Maliana im Suco Lahomea (Verwaltungsamt Maliana, Gemeinde Bobonaro). Er liegt im Nordwesten der Stadt, auf einer Meereshöhe von 214 m und besteht aus der Aldeia Guenuha’an, einer Exklave des Sucos Lahomea. Im Norden reicht der Stadtteil bis in den Suco Odomau hinein. Die Südgrenze bildet die Überlandstraße von Maliana nach Balibo. Im Westen bildet der Sosso, ein Zufluss des Nunuras, die Grenze zum Suco Tapo/Memo.
Im Ortsteil befinden sich mehrere lokale Filialen von Behörden, unter anderem die Gemeindeverwaltung Bobonaros, Generalstaatsanwaltschaft Osttimors, der kommunale Dienst für Öffentliche Arbeiten und die Handelskammer. Auch die Filiale des East Timor Institute of Business und der Sitz des Sucos Odomau liegen hier. Letzterer allerdings im Suco Lahomea.